# Aygestan (Armenia)
Aygestan (in armeno Այգեստան?, in passato Ayaslu) è un comune dell'Armenia di 2 350 abitanti (2009) della provincia di Ararat.